# 塩小路通

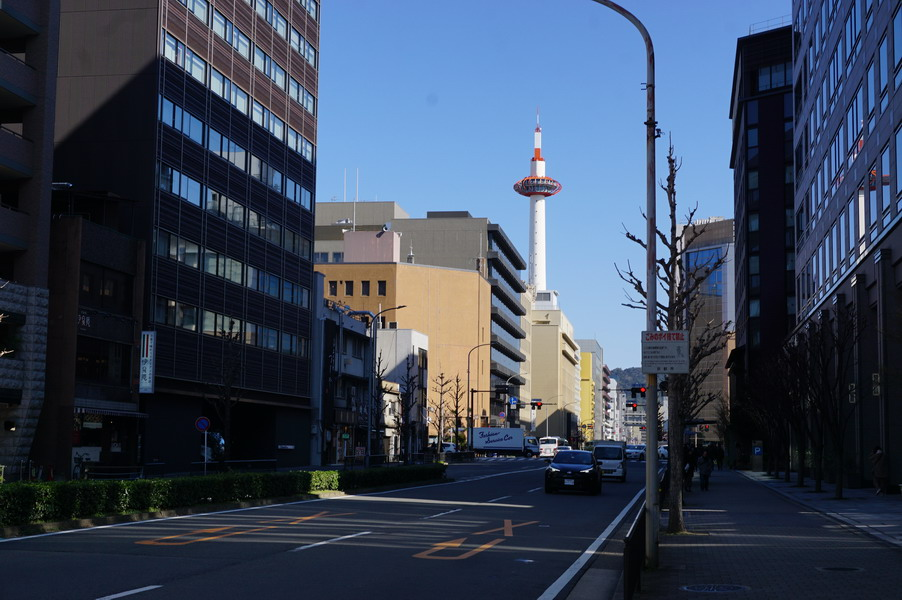
京都タワーと塩小路通

塩小路通（しおこうじどおり）は、京都市の主要な東西の通りの一つ。東は東大路通から西は大宮通まで、七条通と東海道本線の間を走る。かつては三哲通（さんてつどおり）とも呼ばれた。
京都駅を北に降りてまず目に入る大通りであり、京都タワーに面している。
ここでは西の延長である西塩小路通（にししおこうじどおり）についても併せて取り上げる。

## 概要
通りの名前は平安京の塩小路に由来するが、現在の通りとしては平安京の八条坊門小路にあたる。平安京の塩小路にあたるのは現在一筋北にある木津屋橋通である。三哲通の名は、かつて大宮通東入ルに三哲（算哲）と呼ばれた渋川春海の邸宅があったことに由来すると言われている。
平安時代に開通したが、応仁の乱以降衰退し、慶長年間に油小路通‐大宮通間が再開発されている。近代まで周辺は市街地のはずれの一村であったが、1877年（明治10年）に鉄道が敷かれ京都駅が置かれると、大きく発展を見せるようになる。駅の拡張や路線の複線化に伴い、1914年（大正3年）には通りの大拡築が行われ、沿道は一変した。
1935年（昭和10年）6月29日に発生した京都大水害では、塩小路橋が流される被害が生じた。
現在も河原町通から堀川通までは京都駅烏丸口に発着するバスの往来が激しく、商業施設やホテル、公共施設が多く立地しているが、河原町通から東と堀川通から西は道幅が狭くなる。東大路通から本町通までの区間、及び岩上通から大宮通までの区間は西行きの一方通行である。
かつて、京都駅前から東へ河原町通までは京都市電（の標準軌路線）が、京都駅前から西へ西洞院通までは京都市電の狭軌路線であるN電が走っていた。

## 西塩小路通
西塩小路通（にししおこうじどおり）は、京都市の東西の通りの一つ。塩小路通の西の延長にあたり、東は七本松通から西は佐井通を越えて西高瀬川まで至る。
全ての区間が西行きの一方通行である。塩小路通のようなメインストリートではなく、住宅や商店の並ぶ生活道路である。

## 沿道の主な施設

### 塩小路通
- 三十三間堂
- 柳原銀行記念資料館（河原町通下ル）
- 京都タワー
- 京都駅
- ホテル法華クラブ京都
- 京都新阪急ホテル
- 京都中央郵便局
- 武田病院
- オムロン本社
- 京都市下京区役所
- リーガロイヤルホテル京都
- 梅小路公園

### 西塩小路通
- 水薬師寺
- 新京都南病院
- 京都市立西大路小学校

## 交差する道路
- 交差する道路の特記がないものは市道。

| 交差する道路 北← 塩小路通 →南      | 交差する道路 北← 塩小路通 →南        | 交差する場所 | 交差する場所 | 路線番号 |                    |
| ---------------------------------- | ------------------------------------ | ------------ | ------------ | -------- | ------------------ |
| 府道143号四ノ宮四ツ塚線 <東大路通> | 府道143号四ノ宮四ツ塚線 <東大路通>   | 東山区       |              | -        | 東↑ ∧塩小路通∨ ↓西 |
| <川端通]                           | [師団街道>                           | 東山区       | 塩小路橋     | -        | 東↑ ∧塩小路通∨ ↓西 |
| 鴨川                               |                                      | 東山区       |              | -        | 東↑ ∧塩小路通∨ ↓西 |
| 下京区                             |                                      |              |              | -        | 東↑ ∧塩小路通∨ ↓西 |
| 国道24号 <河原町通>                | 国道24号 <河原町通>                  | 河原町塩小路 |              | -        | 東↑ ∧塩小路通∨ ↓西 |
| <高倉通>                           | 府道115号伏見港京都停車場線 <高倉通> | 高倉塩小路   |              | -        | 東↑ ∧塩小路通∨ ↓西 |
| <高倉通>                           | 府道115号伏見港京都停車場線 <高倉通> | 高倉塩小路   | 府道115号    |          | 東↑ ∧塩小路通∨ ↓西 |
| <東洞院通]                         | -                                    |              |              |          | 東↑ ∧塩小路通∨ ↓西 |
| 府道32号下鴨京都停車場線 <烏丸通]  | - （京都駅烏丸口）                   |              |              |          | 東↑ ∧塩小路通∨ ↓西 |
| 府道32号下鴨京都停車場線 <烏丸通]  | - （京都駅烏丸口）                   | -            |              |          | 東↑ ∧塩小路通∨ ↓西 |
| <新町通]                           | -                                    |              |              |          | 東↑ ∧塩小路通∨ ↓西 |
| <西洞院通>                         |                                      |              |              |          | 東↑ ∧塩小路通∨ ↓西 |
| <油小路通>                         |                                      |              |              |          | 東↑ ∧塩小路通∨ ↓西 |
| 国道1号 <堀川通>                   | 国道1号 <堀川通>                     | 堀川塩小路   |              |          | 東↑ ∧塩小路通∨ ↓西 |
| 府道114号七条大宮四ツ塚線 <大宮通> |                                      |              |              |          | 東↑ ∧塩小路通∨ ↓西 |